# 18 août 1946
Le dimanche 18 août 1946 est le 230e jour de l'année 1946.

## Naissances
- Antonio Menéndez, coureur cycliste espagnol
- Gérard Jourd'hui, acteur français
- Irena Jarocka (morte le 21 janvier 2012), chanteuse polonaise
- Oum Kalthoum Ben Hassine, biologiste tunisienne
- Richard Shore, mathématicien américain
- Robert Halleux, historien des sciences belge
- Roberto Pazzi, poète, écrivain et journaliste italien

## Décès
- Georg Åberg (né le 20 janvier 1893), athlète suédois
- Marcel Chabrier (né le 24 mai 1888), comédien
- Trem Carr (né le 6 novembre 1891), producteur américain